# Just what is it that makes today's homes so different, so appealing?
Just what is it that makes today's homes so different, so appealing? est un collage de l'artiste britannique Richard Hamilton, créé en 1956, principalement constitué d'images provenant de magazines américains collectées par l'artiste John McHale pendant un séjour aux États-Unis.

## Description
L'œuvre est un collage mesurant 26 cm de hauteur sur 25 cm de largeur. Le fond principal est l'image d'un salon contemporain prise dans une publicité de Ladies Home Journal, édition de juin 1955, pour Armstrong Floors, qui y décrit « la mode moderne en matière de sols ». Le titre de l'œuvre provient également de cette publicité, qui déclare : « Just what is it that makes today's homes so different, so appealing? Open planning of course - and a bold use of color. » (« Qu'est-ce qui rend exactement les maisons d'aujourd'hui si différentes, si séduisantes ? Un aménagement ouvert, bien sûr — et un usage audacieux de la couleur. »)
Le body builder est Irvin Koszewski (en), vainqueur du concours Mr L.A en 1955 La photographie provient de l'édition de septembre 1954 du magazine Tomorrow's Man. L'artiste Jo Baer, qui posa pour des magazines érotiques dans sa jeunesse, a déclaré être la femme située sur le canapé, mais le magazine dont provient l'image n'est pas connu.
L'escalier provient d'une publicité pour le nouveau modèle d'aspirateur de Hoover, Constellation, parue dans la même édition de Ladies Home Journal que celle pour Armstrong Floors.
Le tableau au mur est une couverture, dessinée par Jack Kirby, de Young Romance (no 26,octobre 1950) publié par DC Comics. Le poste de télévision est un modèle Stromberg-Carlson (en), provenant d'une publicité de 1955. Hamilton a déclaré que le tapis est un agrandissement d'une photographie représentant une foule sur la plage de Whitley Bay. L'image de la Lune au plafond est découpée dans Life Magazine (septembre 1955). L'homme du portrait au mur est John Ruskin, écrivain, poète, peintre et critique d'art . Le magazine sur la chaise est un exemplaire de The Journal of Commerce fondé par Samuel Morse. L'enregistreur de bandes est un Boosey & Hawkes mais l'origine de la photo n'est pas connue. La vue à travers la fenêtre provient de la photographie montrant l'extérieur d'un cinéma en 1927 pour la première du Chanteur de jazz.
L'œuvre abonde des symboles sur la société de consommation et la culture populaire industrielle (arguments de ventes, propagations du son et l'image...).

## Historique
Just what is it that makes today's homes so different, so appealing? est créé en 1956 pour le catalogue de l'exposition This Is Tomorrow à Londres, dans lequel il est reproduit en noir et blanc. A l'occasion de cette exposition, Hamilton collabore avec l'artiste John McHale et l'architecte John Voelcker (en) pour créer la Fun House, un environnement immersif qui deviendra la partie la plus connue de l'exposition. En outre, l'œuvre est utilisée pour les posters de l'exposition, en noir et blanc également. Le collage est donc conçu à des fins de reproduction et non comme une œuvre à part entière.
Pourtant, il s'agit de la première œuvre de pop art à atteindre un statut iconique,. Elle fait actuellement partie de la collection de la Kunsthalle de Tübingen, en Allemagne.
Hamilton crée par la suite plusieurs œuvres dans lesquelles il retravaille le sujet et la composition du collage.